# مسألة الأريكة المتحركة

مسألة الأريكة المتحركة.

تمت صياغة مسألة الأريكة المتحركة من قبل ليو موسر في عام 1966.
المسألة هي في مستوي ثنائي الأبعاد لمشكلة تحريك الأثاث وتسعى للحصول على المساحة العظمى لشكل هندسي يكون من الممكن المناورة لنقله عبر منطقة بشكل حرف L. يطلق على اسم هذه المساحة العظمى للشكل اسم «ثابت الأريكة».